# Помпеја Плотина
Помпеја Плотина Клаудија Писо, или само Помпеја Плотина (умрла 121/122. године) била је римска царица и супруга римског цара Трајана. Била је позната по интересовању за филозофију, по својим врлинама, достојанству и једноставности. Посебно је била посвећена епикурејској филозофској школи у Атини (Грчка). Сматра се да је Римљанима пружила праведније опорезивање, побољшала образовање, помагала сиромашнима и створила толеранцију у римском друштву.

## Живот
Плотина је рођена и одрасла у месту Техада ла Бјеха (Ескасена дел Кампо) у провинцији Хиспанија, вероватно у време владавине римског цара Нерона (54–68). Била је кћерка Луција Помпеја и Плотије, који су имали широке политичке и породичне везе. Трајан се оженио њоме пре него што је постао цар. Верује се да су имали срећан брак, али није познато да су имали децу.

Након уласка у царску палату, Плотина је рекла: 
Улазим овде онаква каква бих желела да будем кад одем.
Желела је да одагна лоше односе и свађе које су карактерисале владавину Домицијана. Трајан јој је 100. године доделио титулу Аугуста, али је није прихватила до 105. Плотина се такође није желела да се појави ни на једној кованици све до 112. године.
Након Трајанове смрти, на његово место долази Хадријан, према Трајановом последњој вољи. Према неким изворима, Плотина је заправо фалсификовала Трајанов тестамент, док је према другим изворима она потписала Трајанов тестамент из разлога што он то физички није могао да уради јер је био болестан. Исти извори наводе да је у то време био обичај да жене владара потписују документа уместо мужева, када су они спречени да то ураде.
Када је Плотина умрла од болести, Хадријан је саградио храм у њену част у Нимесу, у Прованси.